# ورم ميلانيني عنبي
الميلانوما العنبية هي سرطان (ميلانوما) العين وبالخصوص القزحية، الجسم الهدبي، أو غلاف العين المشيمي (وكلها مجتمعة يشار إليها باسم العنبية). حيث أن الأورام تنشأ عن الخلايا الصبغية (الصباغية) الموجودة داخل العنبية التي تعطي اللون للعين. هذه الخلايا الصباغية منفصلة عن ظهارة الخلايا الشبكية الصبغية الموجودة خلف شبكية العين وهي أيضا لا تشكل الميلانينية.

## الأنواع
قد تنشأ الميلانينية العنبية من أي جزء من أجزاء العنبية الثلاثة، ويشار إليها أحيانا تباعا لموقعها، كالميلانوما المشيمية، وميلانوما الجسم الهدبي، أو ميلانوما القزحية. فالأورام الكبيرة غالبا ما تشتمل على أجزاء متعددة من العنبية ويمكن تسميتها بناء على ذلك. فميلانينية القزحية السليمة منشؤها من داخل القزحية مقارنة مع تلك التي نشأت من أماكن أخرى وغزت القزحية، فهي مختلفة في المسببات والتشخيص، كتلك الأورام الأخرى التي غالبا ما يشار إليها جميعا بميلانية عنبية خلفية.

### ميلانوما القزحية
يمكن أن تنشأ الأورام العنبية من الخلايا الميلانينية المقيمة داخل القزحية. فالاورام الميلانينية الحميدة، مثل نمش القزحية والشامات (شامة) هي شائعة لكنها لاتشكل اية مخاطر صحية، الا انها تظهر علامات على وجود ضرر، وفي هذه الحالة تصنف على أنها الميلانينية القزحية. فعلى الرغم من انها مشتقة من الخلايا العنبية الصبغية، فان ميلانينية القزحية تتشارك أكثر في الغالب مع ميلانينية (الجلد)، لأنها في كثير من الأحيان تؤوي طفرات BRAF المرتبطة بالأشعة فوق البنفسجية المدمرة. فان احتمالية انتقال الميلانينية القزحية اقل بكثير من الخلايا الميلانينية العنبية الأخرى. وأقل احتمالا لإضعاف الرؤية إذا اكتشفت وعولجت في وقت مبكر.

### الميلانوما العنبية الخلفية

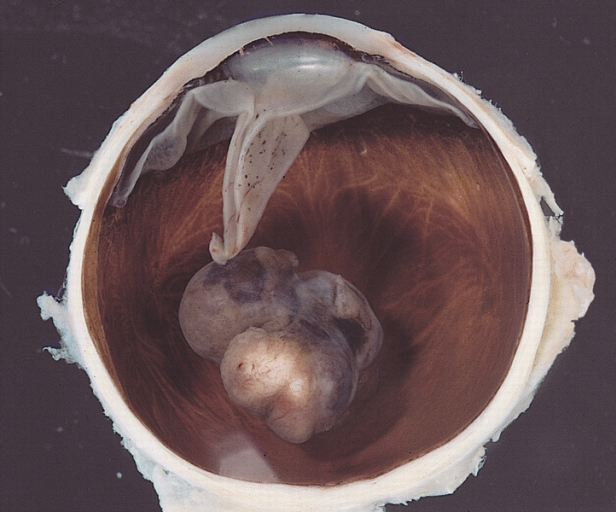
Variably pigmented, mushroom-shaped choroidal tumor has ruptured the Bruch membrane and grown into the subretinal space.

الأورام الصباغية المشيمية الحميدة، مثل النمش المشيمي والوحمة، شائعة جدا ولا تشكل اية مخاطر صحية، الا انها تظهر علامات خبيثة،, وفي هذه الحالة تعتبر خلايا ميلانينية. الميلانوما العنبية تتميز عن غيرها من ميلانينية الجلد بارتباطها بالتعرض للاشعة الفوق بنفسجية، الا انه، لكنها تتشارك مع عدة اوجه متشابهه للميلانينية الغير مرتبطة بالتعرض لاشعة الشمس، كالاورام الميلانينية الطرفية والأورام الميلانينية للاغشية المخاطية.
طفرات BRAF نادرة جدا عند الميلانينية العنبية الخلفية ;، عوضا عن ذلك، فالأورام الصباغية العنبية كثيراما تؤوي طفرات GNAQ/GNA11، وهي السمة المشتركة مع الوحمات الزرقاء، ووحمة أوتا، وتصبغ العين. كما رأينا في BRAF، وطفرات GNAQ/GNA11 في وقت مبكر تكون هذه الطفرات اوراما ليست نذيرا لمرحلة الورم المنتشر أو نذيرا لانتشاره في وقت لاحق. وفي المقابل، ترتبط الطفرات في جيننات BAP1 من اجل الانتشار النقيلي ولبقاء المريض على قيد الحياة. تحدث الميلانوما العنبية الخلفية بنسبة أعلى عند الأشخاص ذوي البشرة الفاتحة وذوي العيون الزرقاء. اما عوامل الخطر الأخرى، كالتعرض للضوء الأزرق وقوس اللحام فقد تتسبب باضرار، ولكنها لا تزال تناقش في هذا المجال، اما استخدام الهاتف النقال لا يعد عاملا خطيرا للميلانوما العنبية.

## العلاج
وجه بروتوكول علاج الميلانوما العنبية عن طريق عدة دراسات طبية، أهمها «دراسة الميلانوما العينية التعاونية» (COMS). فالعلاج يختلف تبعا لعوامل كثيرة، أهمها، حجم الورم. فيكمن أن تقتضي المعالجة الأولية على إزالة العين المصابة (استئصال). ولكن تبقى هذه العملية محفوظة في الوقت الحالي لحالات الورم المستعصية أو المشاكل الثانوية الأخرى. انخفض التقدم في العلاج الإشعاعي بشكل كبير عند عدد كبير من المرضى الذين تم علاجهم من خلال الاستئصال في البلدان المتقدمة. والعلاج الإشعاعي الأكثر شيوعا هو العلاج الإشعاعي الموضعي اللويحي في درع صغير على شكل قرص (لويحة) مغلفة ببزور مشعة (غالبا ما يكون علم الصيدلة الإشعاعية، ونظائر الروثينيوم - 106 ونظائر البالاديوم-103 مستخدمة أيضا) هذه التي تعلق على السطح الخارجي للعين، المغطي للورم. حيث يتم ترك اللويحة في مكان ما لبضعة أيام ثم تتم ازالتها، إن خطر النقيلة بعد العلاج الإشعاعي اللويحي هو نفسه عند عملية الاستئصال، مما يوحي بان انتشار الميكروماتيك يحدث قبل علاج الورم الرئيسي. وطرائق أخرى للعلاج تشمل transpupillary معالجة بالحرارة، شعاع بروتون للعلاج الخارجي، استئصال الورم، التَّوضيعِ التَّجْسِيْمِيّ من خلال الجراحة الاشعاعية عن طريق سكين غاما. أومن خلال مجموعة من الطرائق المختلفة. وقد تشتمل الاساليب الأخرى للاستئصال الجراحي على استئصال الضفيرة المشيموية الجزئية ومن خلال transretinal endoresection.

## العوامل النذيرة
تم تحديد العديد من العوامل النذيرة الطبية والمرضية التي ترتبط مع ارتفاع خطر الإصابة بالأورام الميلانينية العنبية النقيلة. وهذه العوامل تشتمل على، كبر حجم الورم، اكْتِناف الجسم الهدبي، وجود الصبغة البرتقالية التي تغمر الورم، وتعتمد أيضا على كبر سن المريض. وكذلك ترتبط العوامل النسيجية والخلوية مع ارتفاع خطر الأورام النقيلة (الخبيثة) مشتملة على وجود وامتداد الخلايا مع مورفولوجيا شبيه الظهارة، زيادة حضور عقد أنماط المصفوفة خارج الخلية، وزيادة ارتشاح الخلايا المناعية، وفضلا عن التلوين مع عدة علامات كيميائية هيستولوجية مناعية.
وأهم التعديلات الجينية المرتبطة ضعف التكهن عند مع الميلانوما العنبية هي تثبيط ال BAP1، والذي غالبا ما يحدث من خلال تحور اليل والخسارة اللاحقة للنسخة الكاملة للكروموسوم3 (أحادي الصبغي 3) للكشف عن نسخة متحولة. وبسبب هذه الوظيفة في تثبيط من BAP1، فان آحاد الصبغي 3 يرتبط بقوة مع الانتشار النقيلي  بينما يكون وضع الطفرة غير متوافر، فالإفادة على الكروموسومات 6 (عدد) و8 (عدد) يمكن أن تستخدم لتحسين القيمة التنبؤية للحاجز الاحادي الصبغي، فمع افادة 6P يكون التشخيص أفضل اما مع افادة 8q فيكون سيئا عند تشخيص الأورام ذات الصيغ الصبغية المختلة 3. في حالات نادرة الأورام احادية الصبغة 3 قد تكرر نسخ BAP1 متحولة من الكروموسوم للعودة إلى حالة disomic المشار إليها isodisomy. وهكذا فان isodisomy 3 هي prognostically تعادل الاحادي الصبغي 3 وكلا الاثنين يمكن الكشف عنها من خلال اختبارات الكروموسوم 3 لفقدان تغاير الزيجوت. آحاد الصبغي 3 بالإضافة إلى غيره من نتاج الكروموسومات والخسائر والتضخيم، و LOH يمكن اضافته إلى عينات البارافين الصحيحة أو المطمورة عن طريق التنميط النووي الظاهري.
فالعامل النذيري الأكثر دقة هو التصنيف الجزيئي عن طريق التعبير الجيني الجانبي للميلانوما العنبية. وقد استخدم هذا التحليل إلى التعرف على اثنين من الفئات الفرعية الميلانينية العنبية: الفئة الأولى الأورام والتي لها مخاطر منخفضة جدا اما الفئة الثانية فهي الورام والتي لها مخاطر عالية جدا. التعبير الجيني الجانبي يتفوق على جميع العوامل المذكورة أعلاه في التنبؤ بانتشار الورم النقيلي الأولي، بما فيها آحاد الصبغي3.

## النقيلة
ان الموقع الرئيسي لانبثاث خلايا الميلانوما العنبية عند معظم المرضى هو الكبد، والأقل احتمالا يكون في الرئة. فحوالي 50% من المرضى يصابون بالانبثاث في غضون 15 عاما بعد علاج الورم الرئيسي. اما متوسط البقاء على قيد الحياة بعد تشخيص انبثاث الكبد هو 8 حتي 10 شهرا.

## وصلات خارجية
- The Tumori Foundation
- The Ocular Melanoma Foundation. A cancer nonprofit foundation.
- The See A Cure Foundation. A grassroots, patient-based organization
- The Ocular Oncology Service
- The Eye Cancer Network
- Ocular Oncology - Bascom Palmer Eye Institute
- Mikes Page - The Melanoma Resource Center
- OCU-MEL - Ocular Melanoma e-mail list for patients, caregivers and healthcare professionals
- All NCI-approved clinical trials for uveal melanoma that has spread to the liver
- A phase III clinical trial for uveal melanoma that has spread to the liver